# مارينا سكويرسياتي
مارينا سكويرسياتي (بالإنجليزية: Marina Squerciati)‏ هي ممثلة أمريكية، ولدت في 30 أبريل 1984 بنيويورك في الولايات المتحدة.

## أعمال

### أفلام
- (2014) مشية بين شواهد القبور[4][5]

### مسلسلات
- ذا غود وايف
- شيكاغو بي دي
- فتاة النميمة

## وصلات خارجية
- مارينا سكويرسياتي على موقع IMDb (الإنجليزية)
- مارينا سكويرسياتي على موقع ألو سيني (الفرنسية)
- مارينا سكويرسياتي على موقع أول موفي (الإنجليزية)
- مارينا سكويرسياتي على موقع قاعدة بيانات برودواي على الإنترنت (الإنجليزية)
- مارينا سكويرسياتي على موقع قاعدة بيانات الفيلم (الإنجليزية)
- مارينا سكويرسياتي على موقع كينوبويسك (الروسية)